# Миниплекс
Минипле́кс (англ. miniplex «мини, сплетение») — кинотеатр имеющий от 2 до 7 залов, также имеют название «кинотеатры второго экрана». Кинозалы имеют небольшой размер. На момент 2000 года это был основной формат кинотеатров в США, около 3170 зданий

## История происхождения
Изобретателями многозальных кинотеатров считаются Джеймс Эдвардс и Нат Тейлор. В 1937 году Эдвардсом открыт кинотеатр «Альгамбра» в Лос-Анджелеса. Витрина соседнего магазина была превращена им во второй экран. На обоих экранах будет показывался один и тот же полнометражный фильм. Тейлор открыл второй зал своего кинотеатра «Элджин» в Торонто 31 декабря 1947 года. Дополнительный малый экран позволял одновременно осуществлять два премьерных показа разных кинокартин. В 1957 году Тейлор решил показывать разные фильмы в каждом кинотеатре, чтобы избежать необходимости заменять фильмы, которые все ещё приносили прибыль, новыми фильмами. В 1962 году он открыл двухзальный кинотеатр в Монреале, а в 1964 году в Торонто.